# St. Peter und Paul (Blaubeuren)

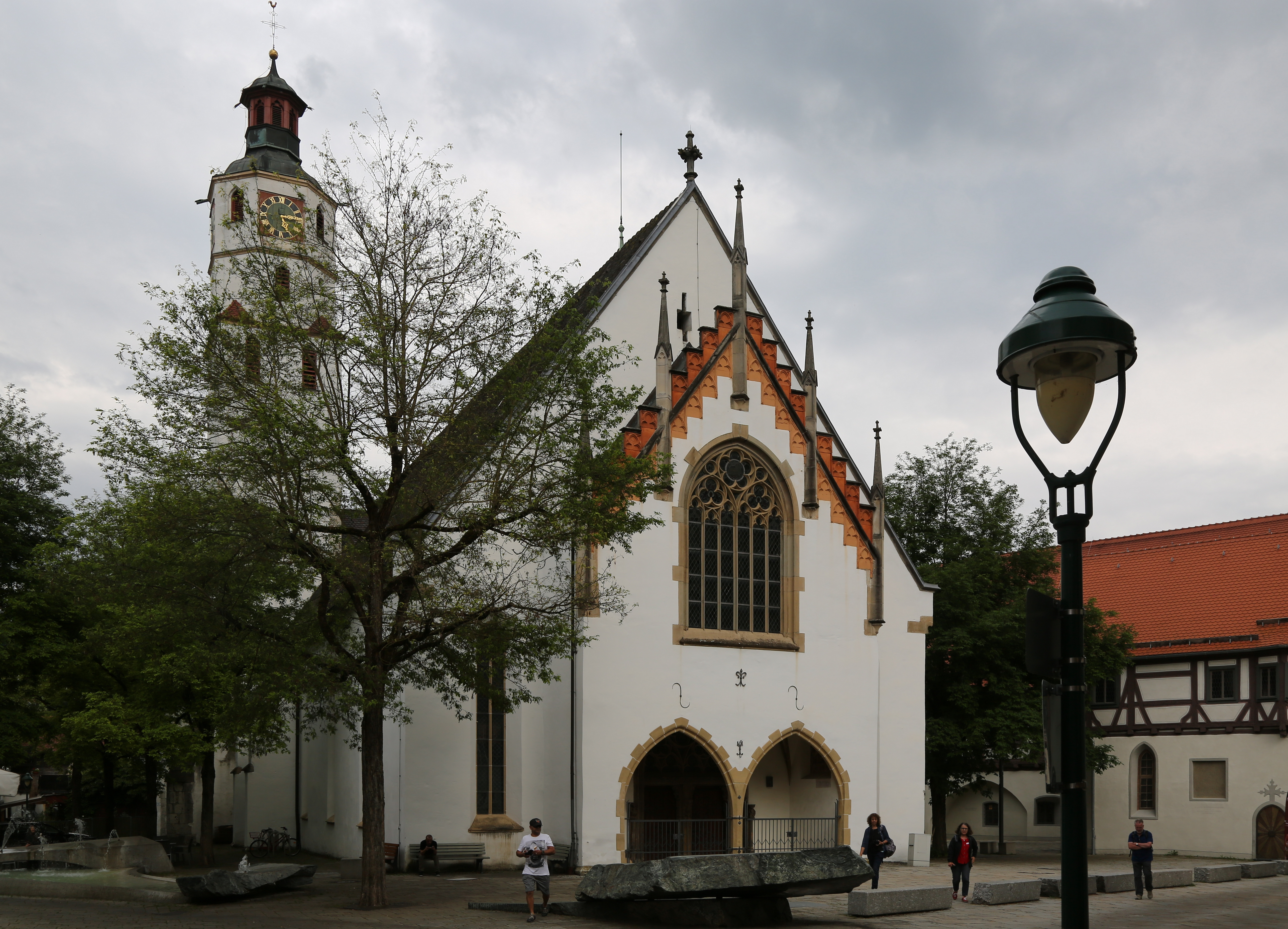
St. Peter und Paul in Blaubeuren

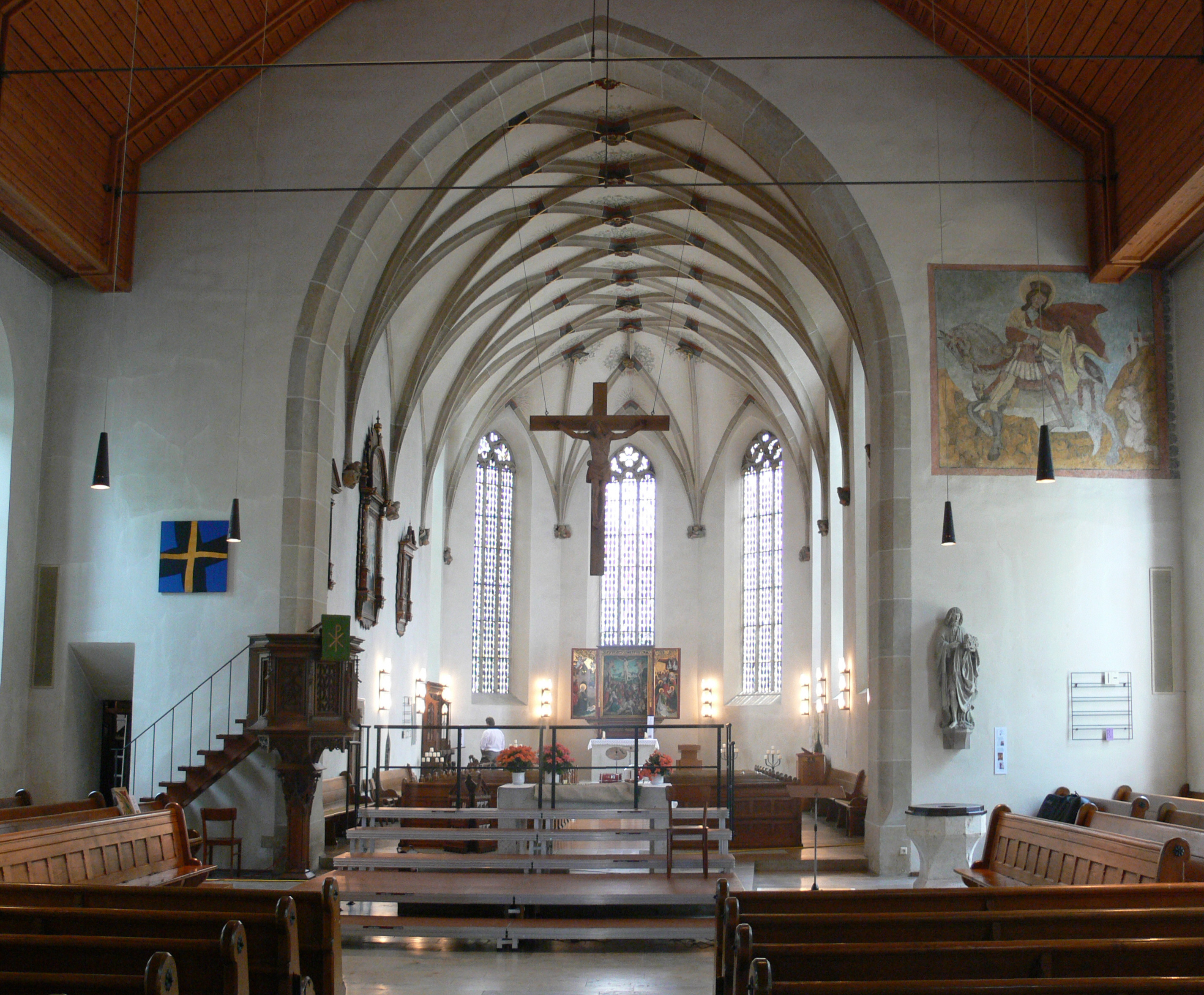
Innenansicht

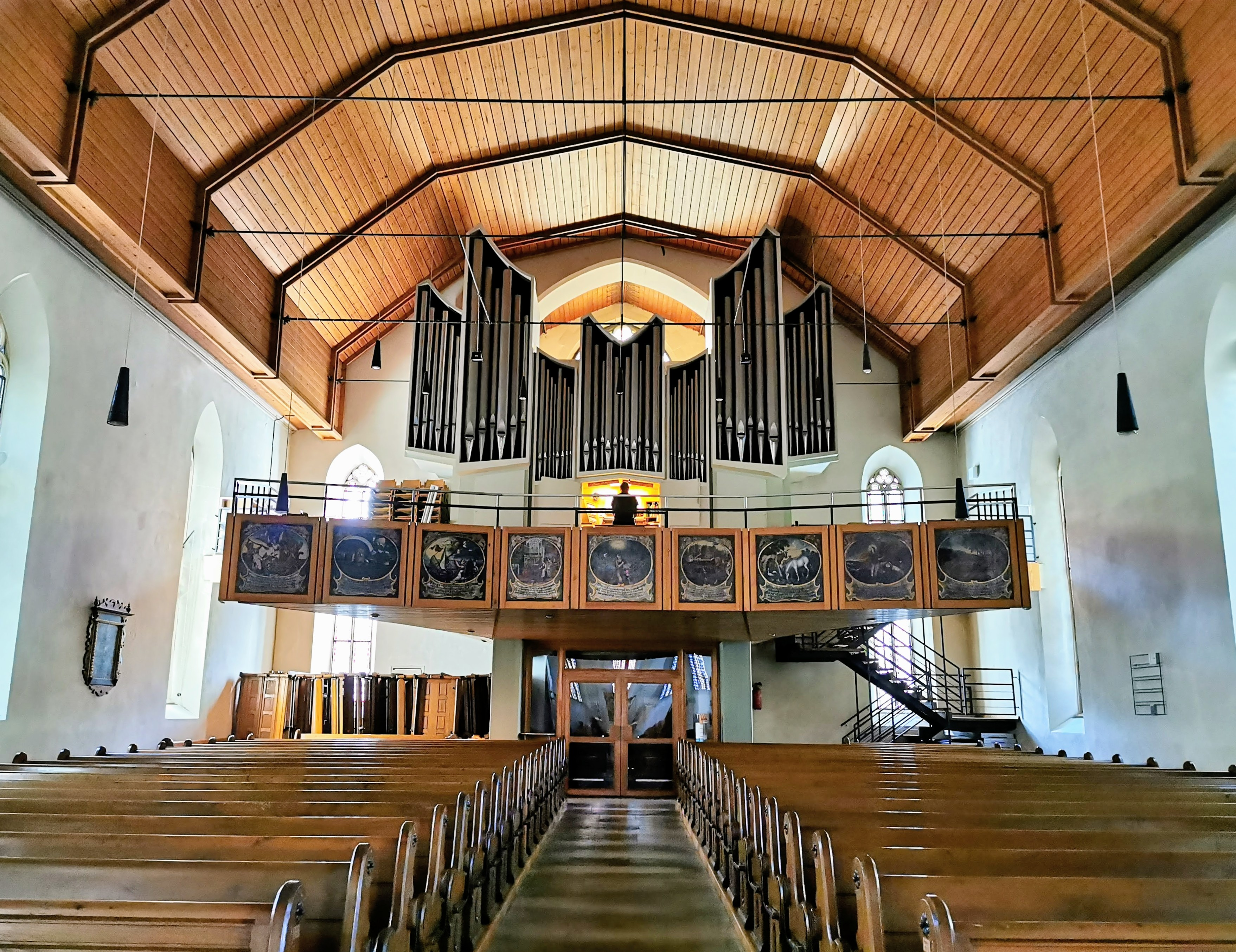
Blick zur Orgel

Die evangelische Pfarrkirche St. Peter und Paul steht in Blaubeuren, einer Stadt im Alb-Donau-Kreis von Baden-Württemberg. Die Kirchengemeinde gehört zum Kirchenbezirk Blaubeuren der Evangelischen Landeskirche in Württemberg. Sie ist beim Landesamt für Denkmalpflege Baden-Württemberg als Baudenkmal eingetragen.

## Beschreibung
Die Saalkirche wurde am Anfang des 15. Jahrhunderts erbaut. Sie besteht aus einem Langhaus, einem um 1459 gebauten, eingezogenen, dreiseitig geschlossenen Chor mit vier Jochen im Osten, der von Strebepfeilern gestützt wird, und einem Chorflankenturm auf quadratischem Grundriss an dessen Nordwand, dem 1495 zwei achteckige Geschosse aufgesetzt wurden, die die Turmuhr und den Glockenstuhl beherbergen. Bedeckt wurde der Chorflankenturm in der zweiten Hälfte des 16. Jahrhunderts mit einer Welschen Haube. Der Anbau im Westen ist geprägt durch eine Fassade, die mit einem Staffelgiebel bedeckt ist. 
Der Innenraum des Chors ist mit einem Netzgewölbe überspannt, das auf Konsolen lagert. Die Wandmalereien im Langhaus zeigen unter anderem eine Schutzmantelmadonna. Die Orgel mit 30 Registern auf zwei Manualen und Pedal wurde 1966 als Opus 889 von der Giengener Orgelmanufaktur Gebr. Link errichtet.